# Passaport per a l'eternitat
Passaport per a l'eternitat és una comèdia dramàtica en tres actes, original de Josep C. Tàpies i Santiago Vendrell i Fontanillas, estrenada al teatre Romea de Barcelona, la nit del 27 de febrer de 1957, per la Companyia Maragall, titular catalana del teatre. Va ser un obra d'èxit que va quedar més de tres mesos al cartell. El contingut edificant cuadrava perfectament amb la moral imperant del nacionalcatolicisme, única possibilitat per jugar en català de tota manera en aquesta època.
Repartiment de l'estrena
- Eugeni: Carles Lloret

- Pere: Rafael Anglada
- Esteve: Josep Castillo Escalona
- Laura: Mercè Bruquetas
- Maurici: Lluís Nonell
- Lluís: Ramon Duran
- Sílvia: Maria Vila
- Lídia: Teresa Cunillé